# Рюкю Голден Кингз
Рюкю Голден Кингз (яп. 琉球ゴールデンキングス) — баскетбольный клуб из Окинавы, в настоящее время выступающий в Би лиге Японии.

## История клуба
Клуб был сформирован в 2007 году в Окинаве. Клуб назван в честь государства, которое раньше владело территорией Окинавы. 
Свой первый сезон команда начала под руководством американского тренера Эрнандо Планеллса, который вместе с командой достиг 5 места в сезоне 2007/2008. Руководство клубо сочло результат ниже ожидаемого, и сменила тренера на Дая Окетани. В первый же свой сезон команда вместе с тренером смогла выиграть чемпионат и лигу конференций. В следующем сезоне команда заняла итоговое третье место, вылетев против Осака Эвессы со счётом 84:65 в полуфинале, и выиграв в матче за бронзовую медаль у Нигибаты Альбирекс со счётом 82:75. 
В 2011 году команда выиграла лигу конференций и заняла третье место на клубном азиатском баскетбольном чемпионате. В 2012 году вновь выиграла чемпионат Японии по баскетболу, обыграв Киото со счётом 79:74, и во второй год подряд выиграла лигу конференций. Новый сезон команда начала под руководством тренера Кото Тоямы, вместе с ним в третий раз подряд выиграла лигу конференций. В сезоне 2013/2014 выиграла чемпионат, снова встретившись в финале с Киото, обыграв его со счётом 74:56, и вновь выиграла лигу конференций. Сезон 2014/2015 впервые с 2010 года закончился без наград, команда уступила в четверть финале чемпионата Нео Фениксу со счётом 71:69 в овертайме. В сезоне 2015/2016 команда в последний раз в своей истории выиграла чемпионат и лигу конференций. В сезоне 2016/2017 команда остановилась на стадии четверть финала, уступив в борьбе за медали.В сезоне 2017/2018 команда финишировала четвёртой. В стадии плей-офф обыграла Нагою Делфинс, но в полуфинале уступила Чиба Джетс по итогу двух матчей. В сезоне 2018/2019 финишировала 5-й, вновь прекратив своё выступление на стадии полуфинала, проиграв Токио Альварк со счётом 72:60. В сезоне 2019/2020 не участвовала в связи с ковидом. В сезоне 2020/2021 вновь проиграла Чиба Джетс в полуфинале, уступив со счётом 89:71.

## Состав клуба
| \| Поз. \| № \| Гражд. \| Имя \| Дата рождения (возраст) \| Рост \| Вес \| Звание \| \| ---- \| -- \| ------ \| ---------------- \| ------------------------ \| ------ \| ------ \| ------ \| \| Ц \| 2 \| \| Гэри Гамильтон \| 7 августа 1984 (40 лет) \| 208 см \| 130 кг \| \| \| РЗ \| 14 \| \| Рюичи Кисимото \| 17 мая 1990 (35 лет) \| 176 см \| 75 кг \| \| \| РЗ \| 34 \| \| Шота Онадера \| 6 ноября 1994 (30 лет) \| 183 см \| 73 кг \| \| \| РЗ \| 3 \| \| Нарито Намизато \| 7 августа 1989 (35 лет) \| 173 см \| 72 кг \| \| \| АЗ \| 4 \| \| Ко Флиппин \| 20 мая 1996 (29 лет) \| 188 см \| 75 кг \| \| \| ТФ \| 7 \| \| Аллен Дарем \| 9 июля 1988 (37 лет) \| 198 см \| 107 кг \| \| \| Ц \| 9 \| \| Хью Ватанабэ \| 23 декабря 1998 (26 лет) \| 207 см \| 106 кг \| \| \| АЗ \| 24 \| \| Наоки Таширо (К) \| 24 июня 1993 (32 года) \| 188 см \| 90 кг \| \| \| ЛФ \| 30 \| \| Кейта Имамура \| 25 января 1996 (29 лет) \| 191 см \| 92 кг \| \| \| ЛФ \| 32 \| \| Юки Мицухара \| 27 декабря 1989 (35 лет) \| 198 см \| 102 кг \| \| \| Ц \| 45 \| \| Джек Кули \| 12 апреля 1991 (34 года) \| 206 см \| 112 кг \| \| \| АЗ \| 88 \| \| Хаято Маки \| 14 декабря 1997 (27 лет) \| 188 см \| 88 кг \| \| | Главный тренер - Дай Окетани Ассистенты тренера - Макото Хигасияма Легенда - (К) — Капитан команды Последнее изменение: 15 июня 2022 года |             |                  |                          |        |        |        |
| Поз. | № | Гражд.      | Имя              | Дата рождения (возраст)  | Рост   | Вес    | Звание |
| Ц | 2 | Флаг Японии | Гэри Гамильтон   | 7 августа 1984 (40 лет)  | 208 см | 130 кг |        |
| РЗ | 14 | Флаг Японии | Рюичи Кисимото   | 17 мая 1990 (35 лет)     | 176 см | 75 кг  |        |
| РЗ | 34 | Флаг Японии | Шота Онадера     | 6 ноября 1994 (30 лет)   | 183 см | 73 кг  |        |
| РЗ | 3 | Флаг Японии | Нарито Намизато  | 7 августа 1989 (35 лет)  | 173 см | 72 кг  |        |
| АЗ | 4 | Флаг Японии | Ко Флиппин       | 20 мая 1996 (29 лет)     | 188 см | 75 кг  |        |
| ТФ | 7 | Флаг США    | Аллен Дарем      | 9 июля 1988 (37 лет)     | 198 см | 107 кг |        |
| Ц | 9 | Флаг Японии | Хью Ватанабэ     | 23 декабря 1998 (26 лет) | 207 см | 106 кг |        |
| АЗ | 24 | Флаг Японии | Наоки Таширо (К) | 24 июня 1993 (32 года)   | 188 см | 90 кг  |        |
| ЛФ | 30 | Флаг Японии | Кейта Имамура    | 25 января 1996 (29 лет)  | 191 см | 92 кг  |        |
| ЛФ | 32 | Флаг Японии | Юки Мицухара     | 27 декабря 1989 (35 лет) | 198 см | 102 кг |        |
| Ц | 45 | Флаг Японии | Джек Кули        | 12 апреля 1991 (34 года) | 206 см | 112 кг |        |
| АЗ | 88 | Флаг Японии | Хаято Маки       | 14 декабря 1997 (27 лет) | 188 см | 88 кг  |        |

## Достижения
«Би лига»
- Чемпион: 2009, 2012, 2014, 2016 (4)

«Чемпионат конференций»
- Обладатель Титула: 2009, 2011, 2012, 2013, 2014, 2016 (6)

«Клубный чемпионат АБА»
- Призёр: 2011 ()